# Enicospilus flavofuscus
Enicospilus flavofuscus är en stekelart som först beskrevs av Brulle 1846.  Enicospilus flavofuscus ingår i släktet Enicospilus och familjen brokparasitsteklar. Inga underarter finns listade i Catalogue of Life.